# Belleville (Nevada)
Belleville  é uma  cidade fantasma no condado de Mineral. Foi uma vila mineira que cresceu em redor da mineração de prata que era expedida das minas da proximidade.  

## História
Belleville foi fundada em 1872 e a sua atividade principal foi a atividade mineira da Northern Belle Mine em Candelaria. O engenho mineiro ficava a leste do atual marcador histórico. A prima barra de mineira com o valor de 9200 dólares foi produzido em abril de 1875. A vila ficou afamada pela atmosfera do "Oeste Selvagem", com assassinatos, brigas de a
alcoólicos sendo comuns. Quando a Carson and Colorado Railroad alcançou a vila em 1882, a sua população era de 500 habitantes e a vila possuía um médico, estação de telégrafo, escola, dois hotéis, restaurantes e ferrarias tal como sete saloons.
Em 1892 a chegada de água canalizada a Candelaria permitiu que o minério fosse explorado mais próximo da mina e Belleville perdeu  a sua importância e ficou despovoada desde então. Na atualidade apenas se podem observar vestígios da exploração mineira.